# أنخليس بيارتا توينيون
أنخليس بيّارتا توينيون (ولدت في بلدة بلمونتي، إقليم أستورياس، بتاريخ 6 ديسمبر 1913 – وتوفيت في مدريد، بتاريخ 7 نوفمبر 2018) كانت كاتبة وصحفية، وتُعد من الرائدات في الصحافة الإسبانية، كما شغلت منصب رئيسة قسم الصحافة في هيئة "الإغاثة الاجتماعية"، وهي مؤسسة أنشأها النظام الحاكم آنذاك.

## السيرة الذاتية

### الطفولة والشباب
هي ابنة الطبيب بيدرو بيّارتا، من بلدة ألميدا الواقعة في إقليم طليطلة، ووالدتها ماريا توينيون، من بلدة بلمونتي. تعارفا هناك وتزوجا. كانت أنخليس الابنة الكبرى في أسرة تتكون من ٥ أبناء: ماروخا، ميغيل، والتوأمتان بيلار وكارمن.
في عمر ٣ سنوات، انتقلت الأسرة إلى بلدة لاستريس. وفي سن ١١، أرسلها والدها ووالدتها مع أختها ماروخا إلى مدرسة داخلية للراهبات في مدينة فريبورغ السويسرية، حيث تعلمت اللغة الألمانية والفرنسية وبعضًا من الإيطالية. بقيت تدرس هناك حتى عام ١٩٣٦.
بعد عودتها إلى إسبانيا، عملت في قسم الصحافة والدعاية التابع لهيئة "الإغاثة الاجتماعية"، وهي مؤسسة أنشأها نظام الحكم للعناية بالأطفال المتضررين من الحرب الأهلية. واصلت عملها الصحفي حتى أصبحت رئيسة قسم الصحافة، كما كانت تكتب في مجال الأدب والنشر. حصلت كذلك على شهادتين: واحدة في التدريس التجاري، وأخرى في تدريس اللغة الفرنسية.

## النشاط الصحفي
اعتُبرت من النساء الرائدات في الصحافة بسبب عملها الميداني، فقد نزلت إلى أعماق مناجم الفحم في بلدة مييريس، وسافرت إلى فلسطين المحتلة وإلى القطب الشمالي. لم تكن تخشى شيئًا، فقد جمعت القمامة في شوارع مدريد ليلًا، ودخلت طوعًا إلى مصحّة عقلية لتتعرف على الأجواء قبل أن تكتب عنها. ويُعتبر أسلوبها بدايةً لنمط صحفي جديد في إسبانيا يجمع بين الميدان والكتابة الأدبية.
في أربعينيّات وخمسينيّات القرن العشرين، كان لها ركن ثابت في مجلة أسبوعية، وكتبت بانتظام في صحيفة يومية مشهورة، كما تعاونت مع صحف أخرى في العاصمة. كتبت في شتى المواضيع مثل اللقاءات الصحفية، تقارير الموضة والطعام، التحقيقات، والمراجعات الأدبية.
كما أشرفت على إصدار سلسلة قصصية قصيرة بعد الحرب، شارك فيها عدد من كبار الكُتّاب. وفي عام ١٩٥٢، أسّست مجلة ساخرة أسبوعية.
رغم أنها كتبت أيضًا في مجالي الشعر وأدب الأطفال من خلال مجموعات شعرية وقصص، إلا أنها اختارت التركيز على الصحافة، وكتبت في معظم أنواع الكتابة الصحفية. عملت لمدة عامين في صحيفة محلية في إقليم أستورياس، حيث خصصت زاوية بعنوان "العالم واسع ومخيف". كما نُشرت مقالاتها عبر وكالات أنباء وطنية ووزعت على مختلف الصحف في البلاد.
وفي الإذاعة، ساهمت في برنامج موجه للمستمعين في قارة أمريكا الجنوبية.
قدّمت منزل العائلة في بلدتها بلمونتي كهدية لبلدية البلدة. وبعد وفاتها، عبّر المجلس البلدي عن حزنه، مشيدًا بها كامرأة ملتزمة بالثقافة، عاشت حياة طويلة ومليئة بالعطاء. أُقيمت جنازتها في بلدة لاستريس، ودُفنت في مقبرة البلدة.

## الجوائز والتكريمات
- حصلت على جائزة النساء الكاتبات عن روايتها "امرأة قبيحة" عام ١٩٥٣، والتي تحولت لاحقًا إلى مسلسل إذاعي.
- حصلت على جائزة من بيت إقليم ليون عن روايتها "في الفيلق السابع".
- حصلت على جائزة قلب مريم للشعر عن ديوانها "كاثوليكية" عام ١٩٥٥.